# گاتالا
گاتالا (به لاتین: Galata, Cyprus) یک روستا در قبرس است که در ناحیه نیکوزیا واقع شده‌است.

## خصوصیات
گاتالا  ۶۵۳ نفر جمعیت دارد.